# Buttenbach
Le Buttenbach est une rivière qui coule dans le pays de Bitche en Moselle ainsi qu'en Alsace bossue dans le Bas-Rhin. C'est un affluent de l'Eichel et donc un sous-affluent du Rhin.
Différents noms lui sont attribués selon les localités qu'il traverse, dans l'ordre : Muenzbach et Petersbach.

## Hydronymie
Le Buttenbach, « ruisseau de Butten », porte le nom de la commune de Butten, qu'il traverse. On lui distingue différentes sections, selon les affluents qu'il recueille :
- Munzbach ou Muenzbach, de sa source à son confluent avec le Rohrbach ;
- Petersbach, de son confluent avec le Rohrbach jusqu'à son confluent avec l'Eichel où il se jette ;

## Géographie
Le Buttenbach prend sa source à l'est de la commune de Rohrbach-lès-Bitche. Il coule d'abord vers le sud et passe au pied de l'annexe de Guisberg à Enchenberg. Il arrive ensuite dans la vallée de Montbronn où il tourne en direction de l'ouest et recueille les eaux du Kambach et du Rohrbach. Il traverse ensuite l'écart de Metschbruck avant d'arriver sur la commune de Rahling. Après la traversée de l'écart de Saumuehle, le Buttenbach passe la frontière avec le Bas-Rhin et traverse les communes de Butten et Lorentzen. C'est à l'est de ce dernier village qu'il rejoint l'Eichel,.

## Communes traversées
- Moselle : Rohrbach-lès-Bitche, Enchenberg, Montbronn et Rahling ;
- Bas-Rhin : Butten et Lorentzen[1],[3].

## Affluents
- Kambach
- Rohrbach
- Schwobach
- Diffenbach
- Dambach[4]
- Ruisseau de Rahling
- Rusgraben
- Kesselgraben
- Angstbach[1],[3]